# Harry Smith, 1:e baronet

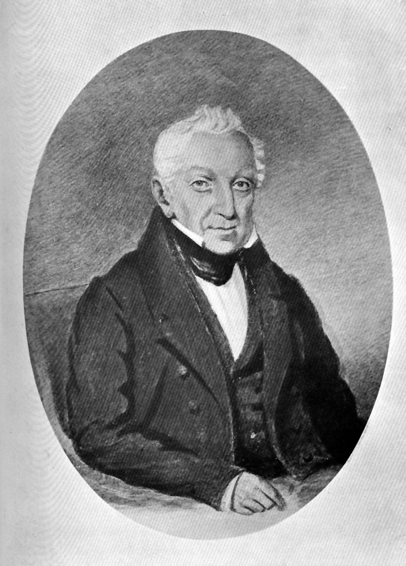
Sir Harry Smith.

Sir Henry George Wakelyn Smith, känd som Sir Harry Smith, född 28 juni 1787, död 12 oktober 1860, var en engelsk militär och koloniguvernör särskilt ihågkommen som hjälte vid slaget vid Aliwal i Indien 1846.

## Biografi
Henry George Wakelyn Smith föddes i Whittlesey i Cambridgeshire i England som son till en läkare. Han utbildades i en privat skola och började använda det mer familjära namnet Harry. År 1805 tog han som artonåring värvning i den brittiska armén.
Ett kapell i Whittleseys kyrka restaurerades till hans minne 1862 och en skola i staden bär hans namn; Sir Harry Smith Community College.
Harry Smith var innehavare av Bathorden och Baronet av Aliwal. Han var gift med Juana María de los Dolores de León Smith.
Hans fru gav namn åt staden Ladysmith i provinsen KwaZulu-Natal i Sydafrika cirka 13 mil nordost om Pietermaritzburg. Harry Smith gav namn åt staden Harrismith i nuvarande Fristatsprovinsen och Aliwal North i Östra Kapprovinsen är också namngiven till Harry Smiths minne.
Hans självbiografi utgavs postumt och anses som en klassisk krigs- och kärleksroman: Harry Smith, "Autobiography", J. Murray, London, 1901.  Länk finns nedan.

## Sydamerika
Harry Smiths första aktiva tjänst var i Sydamerika under åren 1806 och 1807 då han deltog i invasionen av Río de la Plata  och utmärkte sig särskilt i slaget vid Montevideo.

## Europa, Nordamerika och Napoleonkrigen

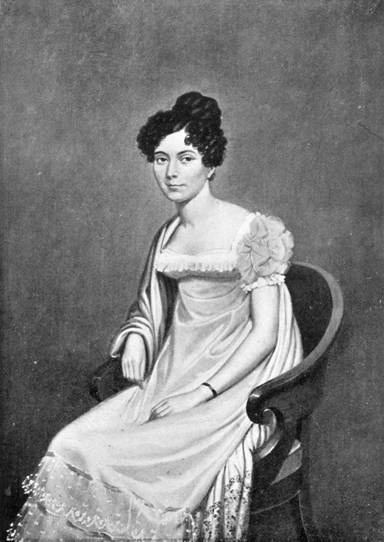
Lady Juana Maria de Los Dolores de León Smith

År 1808 kom han tillbaka till Europa och under spanska självständighetskriget fram till krigsslutet år 1814 steg han snabbt i graderna i ett infanteri-regemente. Han deltog i många slag fram till det sista, slaget vid Toulouse.
Dagen efter slaget vid Badajoz, den 7 april 1812, sökte en spansk förmögen dam som fått sin egendom förstörd vid slaget, skydd för sig och sin fjortonåriga syster från soldaterna. Systern hette Juana Maria de Los Dolores de León och hade till dess varit i kloster men gifte sig trots sin ålder ett par dagar senare med Harry Smith. Hon reste sedan med trossen och följde Harry Smith under resten av kriget. Hon sov under bar himmel på slagfälten, red bland soldaterna och delade alla deras vedermödor. Hennes skönhet, mod, goda omdöme och karaktär gjorde henne beundrad av alla från enskild soldat till högsta befäl. Arthur Wellesley, hertig av Wellington kallade hennes sätt för Juanita.  Den historiska novellen Den spanska bruden av Georgette Heyer är baserad på den sanna historien om Harry Smith och Juana.
Harry Smith reste som frivillig 1814 till USA där han deltog i slaget om Bladensburg i Maryland och såg hur huvudstaden Washington brändes ned.
År 1815 återvände han som brigad-major till Europa och deltog i slaget vid Waterloo.

## Södra Afrika
År 1828 blev han kommenderad till Kapkolonin i Sydafrika och deltog som högste befälhavare för en division i det sjätte xhosakriget. År 1835 red han från Kapstaden till Grahamstown på mindre än sex dagar, en sträcka på mer än 75 mil fågelvägen. Det sjätte xhosakriget orsakade många förluster för nybyggarna som blev ängsliga men Harry Smith återgav dem självförtroendet.
Han blev guvernör för provinsen Queen Adelaide med oinskränkt makt över de infödda stammarna som han ihärdigt försökte ”civilisera” och hjälpa. Trots att han hade stöd av guvernören Benjamin d'Urban, ändrade den brittiska regeringens hans politik och avstod den nya provinsen och, enligt Harry Smiths egna ord, återställde Xhosas barbari.
Smith själv avsattes och hans avfärd beklagades av såväl Xhosa som Boer. Boerna började därefter söka sig bort från områden kontrollerade av britter.

## Indien
Harry Smith blev sedan vice-adjutant till generalen för styrkorna i Indien där han deltog i en kampanj 1843 och hans insats gav honom Bathorden.
År 1845–1846 deltog han i det första kriget mot sikherna där han förde befäl över en division som flera gånger utmärkte sig men som blev dåligt understödd från högste generalen Hugh Gough. Efter andra gången detta hände fick Smith oberoende befäl över sin division och vann den 28 januari 1846 en avgörande seger vid slaget vid Aliwal.
För segern fick han speciellt tack från brittiska parlamentet och talet som hertigen av Wellington höll blev ett av de varmaste lovtal som han någonsin höll och utnämnde Smith som Baronet av Aliwal och generalmajor den 9 november 1846.

## Tillbaka till Kapkolonin
År 1847 återkom han till Kapkolonin som guvernör och lokal överstelöjtnant för att ta hand om de problem han förutsett elva år tidigare. Han ledde en expedition för att kuva de boer som avvikit tidigare och deltog i ett slag mot dem den 29 augusti 1948.
År 1850 bröt det åttonde xhosakriget ut där Smith var dåligt försedd med trupp från England. Trots återigen goda vitsord från hertigen av Wellington och andra drogs han tillbaka år 1852 innan Xhosa hade fullständigt integrerats.
Smith protesterade skarpt mot boernas suveränitet vid Oranjefloden, vilket senare kom att åtgärdas två år efter att han lämnat Kapkolonin, och han stödde aktivt en självständig regering för Kapkolonin.
Smith utnämndes till generallöjtnant den 20 juni 1854.